# 五里堡街道
五里堡街道，是中华人民共和国河南省郑州市二七区下辖的一个乡镇级行政单位。

## 行政区划
五里堡街道下辖以下地区：
建新街社区、建新南街社区、河医南社区、五里堡社区、建北社区、棉纺东路社区、建设东路社区、二环道东社区、二环道西社区、河医社区、菜王社区、防空兵社区、王立砦社区、水工社区、康复路社区、五里堡南社区和鑫源国际花园社区。